# WTA Tour 2010
Sony Ericsson WTA Tour představoval elitní tenisový okruh pro profesionálky, organizovaný Ženskou tenisovou asociací (WTA).
Sezóna 2010 zahrnovala turnaje Grand Slamu – organizované Mezinárodní tenisovou federací (ITF), kategorie WTA Premier Tournaments, WTA International Tournaments, dále pak závěrečné turnaje sezóny Commonwealth Bank Tournament of Champions a Sony Ericsson WTA Tour Championships a týmové soutěže pořádané ITF – Fed Cup společně s Hopmanovým pohárem, z něhož nebyly přidělovány tenistkám body.
Světovou jedničkou ve dvouhře byla na žebříčku WTA ke konci roku poprvé klasifikována Dánka Caroline Wozniacká.
Nejvíce turnajů ve dvouhře vyhrála Caroline Wozniacká (6) a ve čtyřhře pak Argentinka Gisela Dulková (8).
V pořadí států byly nejúspěšnější Spojené státy americké, když její hráčky získaly celkem 21 turnajových vítězství, druhé Rusko nasbíralo 19 titulů.

## Chronologický přehled událostí

### Legenda
Poznámka: Tabulky měsíců uvádí vítězky a finalistky dvouhry i čtyřhry a dále pak semifinalistky a čtvrtfinalistky dvouhry.
| Grand Slam                    |
| Year-end championships        |
| WTA Premier Tournaments       |
| WTA International Tournaments |
| Týmové soutěže                |

### Leden
| Datum     | Turnaj                                                                                          | Vítězky                              | Výsledek          | Finalistky                               | Semifinalistky                                                   | Čtvrtfinalistky                                                            |
| --------- | ----------------------------------------------------------------------------------------------- | ------------------------------------ | ----------------- | ---------------------------------------- | ---------------------------------------------------------------- | -------------------------------------------------------------------------- |
| 4. leden  | Hopman Cup Perth, Austrálie Hopman Cup tvrdý (h) - 1 000 000 AU$                                | Vítězný tým Španělsko                | 2-1               | Poražený finalista Spojené království    | poražené týmy ve sk. A Spojené státy americké Austrálie Rumunsko | poražené týmy ve sk. B Kazachstán Rusko Německo                            |
| 4. leden  | Brisbane International Brisbane, Austrálie WTA International Tournaments tvrdý - 220 000 $      | Kim Clijstersová                     | 6-3, 4-6, 7-6(6)  | Justine Heninová                         | Andrea Petkovicová Ana Ivanovićová                               | Lucie Šafářová Daniela Hantuchová Anastasia Pavljučenková Melinda Czinková |
| 4. leden  | Brisbane International Brisbane, Austrálie WTA International Tournaments tvrdý - 220 000 $      | Andrea Hlaváčková Lucie Hradecká     | 2-6, 7-6(3), 10-4 | Melinda Czinková A. Parraová Santonjaová | Andrea Petkovicová Ana Ivanovićová                               | Lucie Šafářová Daniela Hantuchová Anastasia Pavljučenková Melinda Czinková |
| 4. leden  | ASB Classic Auckland, Nový Zéland WTA International Tournaments tvrdý - 220 000 $               | Yanina Wickmayerová                  | 6-3, 6-2          | Flavia Pennettaová                       | Francesca Schiavoneová Šachar Pe'erová                           | Dominika Cibulková Alizé Cornetová Kimiko Dateová Maria Kirilenková        |
| 4. leden  | ASB Classic Auckland, Nový Zéland WTA International Tournaments tvrdý - 220 000 $               | Cara Blacková Liezel Huberová        | 7-6(4), 6-2       | Natalie Grandinová Laura Granvilleová    | Francesca Schiavoneová Šachar Pe'erová                           | Dominika Cibulková Alizé Cornetová Kimiko Dateová Maria Kirilenková        |
| 11. leden | Medibank International Sydney Sydney, Austrálie WTA Premier Tournaments tvrdý - 600 000 $       | Jelena Dementěvová                   | 6-3, 6-2          | Serena Williamsová                       | Aravane Rezaïová Viktoria Azarenková                             | Věra Duševinová Flavia Pennettaová Dominika Cibulková Dinara Safinová      |
| 11. leden | Medibank International Sydney Sydney, Austrálie WTA Premier Tournaments tvrdý - 600 000 $       | Cara Blacková Liezel Huberová        | 6-1, 3-6, 10-3    | Tathiana Garbinová Naďa Petrovová        | Aravane Rezaïová Viktoria Azarenková                             | Věra Duševinová Flavia Pennettaová Dominika Cibulková Dinara Safinová      |
| 11. leden | Moorilla Hobart International Hobart, Austrálie WTA International Tournaments tvrdý - 220 000 $ | Aljona Bondarenková                  | 6-2, 6-4          | Šachar Pe'erová                          | A. Medinaová Garriguesová Sara Erraniová                         | Gisela Dulková Čeng Ťie Kirsten Flipkensová C. Suárezová Navarrová         |
| 11. leden | Moorilla Hobart International Hobart, Austrálie WTA International Tournaments tvrdý - 220 000 $ | Čuang Ťia-žung Květa Peschkeová      | 3-6, 6-3, 10-7    | Čan Jung-žan Monica Niculescuová         | A. Medinaová Garriguesová Sara Erraniová                         | Gisela Dulková Čeng Ťie Kirsten Flipkensová C. Suárezová Navarrová         |
| 18. leden | Australian Open Melbourne, Austrálie Grand Slam tvrdý                                           | Serena Williamsová                   | 6-4, 3-6, 6-2     | Justine Heninová                         | Li Na Čeng Ťie                                                   | Viktoria Azarenková Venus Williamsová Naďa Petrovová Maria Kirilenková     |
| 18. leden | Australian Open Melbourne, Austrálie Grand Slam tvrdý                                           | Serena Williamsová Venus Williamsová | 6-4, 6-3          | Cara Blacková Liezel Huberová            | Li Na Čeng Ťie                                                   | Viktoria Azarenková Venus Williamsová Naďa Petrovová Maria Kirilenková     |
| 18. leden | Australian Open Melbourne, Austrálie Grand Slam tvrdý                                           | Cara Blacková Leander Paes           | 7-5, 6-3          | Jekatěrina Makarovová Jaroslav Levinský  | Li Na Čeng Ťie                                                   | Viktoria Azarenková Venus Williamsová Naďa Petrovová Maria Kirilenková     |

### Únor
| Datum    | Turnaj                                                                                       | Vítězky                                                | Výsledek          | Finalistky                                   | Semifinalistky                            | Čtvrtfinalistky                                                                     |
| -------- | -------------------------------------------------------------------------------------------- | ------------------------------------------------------ | ----------------- | -------------------------------------------- | ----------------------------------------- | ----------------------------------------------------------------------------------- |
| 2. únor  | Fed Cup 2010 - 1. kolo Ukrajina Česko Srbsko Francie                                         | Vítězové Itálie Česko Rusko USA                        | 4-1 3-2 4-1       | Poražení Ukrajina Německo Srbsko Francie     |                                           |                                                                                     |
| 8. únor  | Open GDF Suez Paříž, Francie WTA Premier Tournaments tvrdý (h) - 700 000 $                   | Jelena Dementěvová                                     | 6-7(5), 6-1, 6-4  | Lucie Šafářová                               | Melanie Oudinová Flavia Pennettaová       | Andrea Petkovicová Ágnes Szávayová Šachar Pe'erová Tathiana Garbinová               |
| 8. únor  | Open GDF Suez Paříž, Francie WTA Premier Tournaments tvrdý (h) - 700 000 $                   | Iveta Benešová B. Záhlavová-Strýcová                   | bez boje          | Cara Blacková Liezel Huberová                | Melanie Oudinová Flavia Pennettaová       | Andrea Petkovicová Ágnes Szávayová Šachar Pe'erová Tathiana Garbinová               |
| 8. únor  | PTT Pattaya Open Pattaya, Thajsko WTA International Tournaments tvrdý - 220 000 $            | Věra Zvonarevová                                       | 6-4, 6-4          | T. Tanasugarnová                             | Jaroslava Švedovová Sesil Karatančevová   | Sybille Bammerová Tatjana Maleková Jekatěrina Byčkovová Anna Čakvetadzeová          |
| 8. únor  | PTT Pattaya Open Pattaya, Thajsko WTA International Tournaments tvrdý - 220 000 $            | Marina Erakovićová T. Tanasugarnová                    | 7-5, 6-1          | Anna Čakvetadzeová Xenija Pervaková          | Jaroslava Švedovová Sesil Karatančevová   | Sybille Bammerová Tatjana Maleková Jekatěrina Byčkovová Anna Čakvetadzeová          |
| 15. únor | Barclays Dubai Tennis Championships Dubaj, SAE WTA Premier 5 Tournaments tvrdý - 2 000 000 $ | Venus Williamsová                                      | 6-3, 7-5          | Viktoria Azarenková                          | Šachar Pe'erová Agnieszka Radwańská       | Li Na Anastasija Pavljučenkovová Věra Zvonarevová Regina Kulikovová                 |
| 15. únor | Barclays Dubai Tennis Championships Dubaj, SAE WTA Premier 5 Tournaments tvrdý - 2 000 000 $ | N. Llagosteraová Vivesová M. J. Martínezová Sánchezová | 7-6(5), 6-4       | Květa Peschkeová Katarina Srebotniková       | Šachar Pe'erová Agnieszka Radwańská       | Li Na Anastasija Pavljučenkovová Věra Zvonarevová Regina Kulikovová                 |
| 15. únor | Cellular South Cup Memphis, USA WTA International Tournaments tvrdý (h) - 220 000 $          | Maria Šarapovová                                       | 6-2, 6-1          | Sofia Arvidssonová                           | Petra Kvitová Anne Keothavongová          | Elena Baltachová Kaia Kanepiová Karolina Špremová Melanie Oudinová                  |
| 15. únor | Cellular South Cup Memphis, USA WTA International Tournaments tvrdý (h) - 220 000 $          | Vania Kingová Michaëlla Krajiceková                    | 7-5, 6-2          | B. Matteková-Sandsová Meghann Shaughnessyová | Petra Kvitová Anne Keothavongová          | Elena Baltachová Kaia Kanepiová Karolina Špremová Melanie Oudinová                  |
| 15. únor | Copa BBVA Colsanitas Bogotá, Kolumbie WTA International Tournaments antuka - 220 000 $       | M. Duqueová Mariñová                                   | 6–4, 6–3          | Angelique Kerberová                          | Gisela Dulková A. Parraová Santonjaová    | Sandra Záhlavová Pauline Parmentierová Sara Erraniová Klára Zakopalová              |
| 15. únor | Copa BBVA Colsanitas Bogotá, Kolumbie WTA International Tournaments antuka - 220 000 $       | Gisela Dulková Edina Gallovitsová                      | 6-2, 7-6(6)       | Olga Savčuková Anastasia Jakimovová          | Gisela Dulková A. Parraová Santonjaová    | Sandra Záhlavová Pauline Parmentierová Sara Erraniová Klára Zakopalová              |
| 22. únor | Abierto Mexicano Telcel Acapulco, Mexiko WTA International Tournaments antuka - 220 000 $    | Venus Williamsová                                      | 2-6, 6-2, 6-3     | Polona Hercogová                             | Edina Gallovitsová C. Suárezová Navarrová | L. Pousová Tiová Sharon Fichmanová Gisela Dulková Ágnes Szávayová                   |
| 22. únor | Abierto Mexicano Telcel Acapulco, Mexiko WTA International Tournaments antuka - 220 000 $    | Polona Hercogová B. Záhlavová-Strýcová                 | 2–6, 6–1, 10–2    | Sara Erraniová Roberta Vinciová              | Edina Gallovitsová C. Suárezová Navarrová | L. Pousová Tiová Sharon Fichmanová Gisela Dulková Ágnes Szávayová                   |
| 22. únor | Malaysian Open Kuala Lumpur, Malajsie WTA International Tournaments antuka - 220 000 $       | Alisa Klejbanovová                                     | 6-3, 6-2          | Jelena Dementěvová                           | Sybille Bammerová Ajumi Moritová          | Magdaléna Rybáriková K.-čchen Čchangová Anastasia Rodionovová Chanelle Scheepersová |
| 22. únor | Malaysian Open Kuala Lumpur, Malajsie WTA International Tournaments antuka - 220 000 $       | Čan Jung-žan Čeng Ťie                                  | 6-7(4), 6-2, 10-7 | Anastasia Rodionovová Arina Rodionovová      | Sybille Bammerová Ajumi Moritová          | Magdaléna Rybáriková K.-čchen Čchangová Anastasia Rodionovová Chanelle Scheepersová |

### Březen
| Datum      | Turnaj                                                                                   | Vítězky                              | Výsledek       | Finalistky                        | Semifinalistky                         | Čtvrtfinalistky                                                               |
| ---------- | ---------------------------------------------------------------------------------------- | ------------------------------------ | -------------- | --------------------------------- | -------------------------------------- | ----------------------------------------------------------------------------- |
| 1. březen  | Monterrey Open Monterrey, Mexiko WTA International Tournaments tvrdý - 220 000 $         | A. Pavljučenkovová                   | 1-6, 6-1, 6-0  | Daniela Hantuchová                | A. Sevastovová Dominika Cibulková      | Alizé Cornetová Klára Zakopalová Ágnes Szávayová Vania Kingová                |
| 1. březen  | Monterrey Open Monterrey, Mexiko WTA International Tournaments tvrdý - 220 000 $         | Iveta Benešová B. Záhlavová-Strýcová | 3-6, 6-4, 10-8 | A.-L. Grönefeldová Vania Kingová  | A. Sevastovová Dominika Cibulková      | Alizé Cornetová Klára Zakopalová Ágnes Szávayová Vania Kingová                |
| 8. březen  | BNP Paribas Open Indian Wells, USA WTA Premier Mandatory Tournaments tvrdý - 4 500 000 $ | Jelena Jankovićová                   | 6-2, 6-4       | Caroline Wozniacká                | Samantha Stosurová Agnieszka Radwańská | Alisa Klejbanovová M. J. Martínezová Sánchezová Jelena Dementěvová Čeng Ťie   |
| 8. březen  | BNP Paribas Open Indian Wells, USA WTA Premier Mandatory Tournaments tvrdý - 4 500 000 $ | Květa Peschkeová K. Srebotniková     | 6-4, 2-6, 10-5 | Naďa Petrovová Samantha Stosurová | Samantha Stosurová Agnieszka Radwańská | Alisa Klejbanovová M. J. Martínezová Sánchezová Jelena Dementěvová Čeng Ťie   |
| 22. březen | Sony Ericsson Open Miami, USA WTA Premier Mandatory Tournaments tvrdý - 4 500 000 $      | Kim Clijstersová                     | 6-2, 6-1       | Venus Williamsová                 | Marion Bartoliová Justine Heninová     | Yanina Wickmayerová Agnieszka Radwańská Samantha Stosurová Caroline Wozniacká |
| 22. březen | Sony Ericsson Open Miami, USA WTA Premier Mandatory Tournaments tvrdý - 4 500 000 $      | Gisela Dulková Flavia Pennettaová    | 6-3, 4-6, 10-7 | Naďa Petrovová Samantha Stosurová | Marion Bartoliová Justine Heninová     | Yanina Wickmayerová Agnieszka Radwańská Samantha Stosurová Caroline Wozniacká |

### Duben
| Datum     | Turnaj                                                                                                   | Vítězky                                  | Výsledek          | Finalistky                              | Semifinalistky                              | Čtvrtfinalistky                                                                      |
| --------- | --- | ---------------------------------------- | ----------------- | --------------------------------------- | ------------------------------------------- | ------------------------------------------------------------------------------------ |
| 5. duben  | MPS Group Championships Ponte Vedra Beach, USA WTA International Tournaments antuka (zelená) - 220 000 $ | Caroline Wozniacká                       | 6-2, 7-5          | Olga Govorcovová                        | Jelena Vesninová Dominika Cibulková         | Anastasija Pavljučenkovová Melanie Oudinová Aleksandra Wozniaková Varvara Lepčenková |
| 5. duben  | MPS Group Championships Ponte Vedra Beach, USA WTA International Tournaments antuka (zelená) - 220 000 $ | B. Matteková-Sandsová Jen C’             | 4-6, 6-4, 10-8    | Čuang Ťia-žung Pcheng Šuaj              | Jelena Vesninová Dominika Cibulková         | Anastasija Pavljučenkovová Melanie Oudinová Aleksandra Wozniaková Varvara Lepčenková |
| 5. duben  | Andalucia Tennis Experience Marbella, Španělsko WTA International Tournaments antuka - 220 000 $         | Flavia Pennettaová                       | 6-2, 4-6, 6-3     | C. Suárezová Navarrová                  | M. J. Martínezová Sánchezová Sara Erraniová | Viktoria Azarenková Tatjana Maleková B. Garcíová Vidaganyová Simona Halepová         |
| 5. duben  | Andalucia Tennis Experience Marbella, Španělsko WTA International Tournaments antuka - 220 000 $         | Sara Erraniová Roberta Vinciová          | 6-4, 6-2          | Marija Kondratěvová Jaroslava Švedovová | M. J. Martínezová Sánchezová Sara Erraniová | Viktoria Azarenková Tatjana Maleková B. Garcíová Vidaganyová Simona Halepová         |
| 12. duben | Family Circle Cup Charleston, USA WTA Premier Tournaments antuka (zelená) - 700 000 $                    | Samantha Stosurová                       | 6-0, 6-3          | Věra Zvonarevová                        | Caroline Wozniacká Daniela Hantuchová       | Naďa Petrovová Melanie Oudinová Pcheng Šuaj Jelena Jankovićová                       |
| 12. duben | Family Circle Cup Charleston, USA WTA Premier Tournaments antuka (zelená) - 700 000 $                    | Liezel Huberová Naďa Petrovová           | 6-3, 6-4          | Vania Kingová Michaëlla Krajiceková     | Caroline Wozniacká Daniela Hantuchová       | Naďa Petrovová Melanie Oudinová Pcheng Šuaj Jelena Jankovićová                       |
| 12. duben | Barcelona Ladies Open Barcelona, Španělsko WTA International Tournaments antuka - 220 000 $              | Francesca Schiavoneová                   | 6-1, 6-1          | Roberta Vinciová                        | Jaroslava Švedovová Alexandra Dulgheruová   | C. Suárezová Navarrová Iveta Benešová Arantxa Parraová S. Timea Bacsinszká           |
| 12. duben | Barcelona Ladies Open Barcelona, Španělsko WTA International Tournaments antuka - 220 000 $              | Sara Erraniová Roberta Vinciová          | 6-1, 3-6, 10-2    | Timea Bacsinszká Tathiana Garbinová     | Jaroslava Švedovová Alexandra Dulgheruová   | C. Suárezová Navarrová Iveta Benešová Arantxa Parraová S. Timea Bacsinszká           |
| 19. duben | Fed Cup 2010 - semifinále Řím, Itálie Birmingham, USA                                                    | Vítězové semifinále Itálie USA           | 5-0 3-2           | Poražení Česko Rusko                    |                                             |                                                                                      |
| 26. duben | Porsche Tennis Grand Prix Stuttgart, Německo WTA Premier Tournaments antuka (h) - 700 000 $              | Justine Heninová                         | 6-4, 2-6, 6-1     | Samantha Stosurová                      | Anna Lapuščenkovová Šachar Pe'erová         | Lucie Šafářová Li Na Jelena Jankovićová Dinara Safinová                              |
| 26. duben | Porsche Tennis Grand Prix Stuttgart, Německo WTA Premier Tournaments antuka (h) - 700 000 $              | Gisela Dulková Flavia Pennettaová        | 3-6, 7-6(3), 10-5 | Květa Peschkeová Katarina Srebotniková  | Anna Lapuščenkovová Šachar Pe'erová         | Lucie Šafářová Li Na Jelena Jankovićová Dinara Safinová                              |
| 26. duben | GP de SAR La Princesse Lalla Meryem Fès, Maroko WTA International Tournaments antuka - 220 000 $         | Iveta Benešová                           | 6-4, 6-2          | Simona Halepová                         | Alizé Cornetová Renata Voráčová             | Anne Keothavongová L. Pousová Tiová Angelique Kerberová Patty Schnyderová            |
| 26. duben | GP de SAR La Princesse Lalla Meryem Fès, Maroko WTA International Tournaments antuka - 220 000 $         | Iveta Benešová A. Medinaová Garriguesová | 6-3, 6-1          | Lucie Hradecká Renata Voráčová          | Alizé Cornetová Renata Voráčová             | Anne Keothavongová L. Pousová Tiová Angelique Kerberová Patty Schnyderová            |

### Květen
| Datum      | Turnaj                                                                                               | Vítězky                                                     | Finalistky                                                     | Semifinalistky                              | Čtvrtfinalistky                                                                     |
| ---------- | --- | ----------------------------------------------------------- | -------------------------------------------------------------- | ------------------------------------------- | ----------------------------------------------------------------------------------- |
| 3. květen  | Internazionali BNL d'Italia Řím, Itálie WTA Premier 5 Tournaments antuka - 2,000,000 $               | María José Martínezová Sánchezová 7–6(5), 7–5               | Jelena Jankovićová                                             | Serena Williamsová Ana Ivanovićová          | Maria Kirilenková Venus Williamsová Naděžda Petrovová Lucie Šafářová                |
| 3. květen  | Internazionali BNL d'Italia Řím, Itálie WTA Premier 5 Tournaments antuka - 2,000,000 $               | Gisela Dulková Flavia Pennettaová 6–4, 6–2                  | Nuria Llagosteraová Vivesová María José Martínezová Sánchezová | Serena Williamsová Ana Ivanovićová          | Maria Kirilenková Venus Williamsová Naděžda Petrovová Lucie Šafářová                |
| 3. květen  | Estoril Open Estoril, Portugalsko WTA International Tournaments antuka - 220,000 $                   | Anastasija Sevastovová 6–2, 7–5                             | Arantxa Parraová Santonjaová                                   | Pcheng Šuaj Sorana Cîrsteaová               | Anastasia Rodionovová Anabel Medinaová Garriguesová Jarmila Grothová Arantxa Rusová |
| 3. květen  | Estoril Open Estoril, Portugalsko WTA International Tournaments antuka - 220,000 $                   | Sorana Cîrsteaová Anabel Medinaová Garriguesová 6–1, 7–5    | Vitalija Ďjačenková Aurélie Védyová                            | Pcheng Šuaj Sorana Cîrsteaová               | Anastasia Rodionovová Anabel Medinaová Garriguesová Jarmila Grothová Arantxa Rusová |
| 10. květen | Mutua Madrileña Madrid Open Madrid, Španělsko WTA Premier Mandatory Tournaments antuka - 4,500,000 $ | Aravane Rezaïová 6–2, 7–5                                   | Venus Williamsová                                              | Lucie Šafářová Šachar Pe'erová              | Naděžda Petrovová Jelena Jankovićová Samantha Stosurová Li Na                       |
| 10. květen | Mutua Madrileña Madrid Open Madrid, Španělsko WTA Premier Mandatory Tournaments antuka - 4,500,000 $ | Serena Williamsová Venus Williamsová 6–2, 7–5               | Gisela Dulková Flavia Pennettaová                              | Lucie Šafářová Šachar Pe'erová              | Naděžda Petrovová Jelena Jankovićová Samantha Stosurová Li Na                       |
| 17. květen | Polsat Warsaw Open Varšava, Polsko WTA Premier Tournaments antuka - 600,000 $                        | Alexandra Dulgheruová 6–3, 6–4                              | Čeng Ťie                                                       | Gréta Arnová Li Na                          | Caroline Wozniacká Aljona Bondarenková Sara Erraniová Cvetana Pironkovová           |
| 17. květen | Polsat Warsaw Open Varšava, Polsko WTA Premier Tournaments antuka - 600,000 $                        | Virginia Ruanová Pascualová Meghann Shaughnessyová 6–3, 6–4 | Cara Blacková Yan Zi                                           | Gréta Arnová Li Na                          | Caroline Wozniacká Aljona Bondarenková Sara Erraniová Cvetana Pironkovová           |
| 17. květen | Internationaux de Strasbourg Štrasburk, Francie WTA International Tournaments antuka - 220,000 $     | Maria Šarapovová 7–5, 6–1                                   | Kristina Barroisová                                            | Anabel Medinaová Garriguesová Vania Kingová | Julia Görgesová Sofia Arvidssonová Anastasija Sevastovová Anastasia Rodionovová     |
| 17. květen | Internationaux de Strasbourg Štrasburk, Francie WTA International Tournaments antuka - 220,000 $     | Alizé Cornetová Vania Kingová 3–6, 6–4, [10–7]              | Alla Kudrjavcevová Anastasia Rodionovová                       | Anabel Medinaová Garriguesová Vania Kingová | Julia Görgesová Sofia Arvidssonová Anastasija Sevastovová Anastasia Rodionovová     |
| 24. květen | French Open Paříž, Francie Grand Slam antuka                                                         | Francesca Schiavoneová 6–4, 7–6(2)                          | Samantha Stosurová                                             | Jelena Jankovićová Jelena Dementěvová       | Serena Williamsová Jaroslava Švedovová Caroline Wozniacká Naděžda Petrovová         |
| 24. květen | French Open Paříž, Francie Grand Slam antuka                                                         | Serena Williamsová Venus Williamsová 6–2, 6–3               | Květa Peschkeová Katarina Srebotniková                         | Jelena Jankovićová Jelena Dementěvová       | Serena Williamsová Jaroslava Švedovová Caroline Wozniacká Naděžda Petrovová         |
| 24. květen | French Open Paříž, Francie Grand Slam antuka                                                         | Katarina Srebotniková Nenad Zimonjić 4–6, 7–6(5), [11–9]    | Jaroslava Švedovová Julian Knowle                              | Jelena Jankovićová Jelena Dementěvová       | Serena Williamsová Jaroslava Švedovová Caroline Wozniacká Naděžda Petrovová         |

### Červen
| Datum      | Turnaj                                                                                   | Vítězky                                                 | Finalistky                                  | Semifinalistky                            | Čtvrtfinalistky                                                                          |
| ---------- | ---------------------------------------------------------------------------------------- | ------------------------------------------------------- | ------------------------------------------- | ----------------------------------------- | ---------------------------------------------------------------------------------------- |
| 7. červen  | AEGON Classic Birmingham, V. Británie WTA International Tournaments tráva - 220,000 $    | Li Na 7–5, 6–1                                          | Maria Šarapovová                            | Aravane Rezaïová Alison Riskeová          | Kaia Kanepiová Sara Erraniová Yanina Wickmayerová Sesil Karatančevová                    |
| 7. červen  | AEGON Classic Birmingham, V. Británie WTA International Tournaments tráva - 220,000 $    | Cara Blacková Lisa Raymondová 6–3, 3–2 skreč            | Liezel Huberová Bethanie Matteková-Sandsová | Aravane Rezaïová Alison Riskeová          | Kaia Kanepiová Sara Erraniová Yanina Wickmayerová Sesil Karatančevová                    |
| 14. červen | AEGON International Eastbourne, V. Británie WTA Premier Tournaments tráva - 600,000 $    | Jekatěrina Makarovová 7–6(5), 6–4                       | Viktoria Azarenková                         | Marion Bartoliová Samantha Stosurová      | María José Martínezová Sánchezová Kim Clijstersová Elena Baltachová Světlana Kuzněcovová |
| 14. červen | AEGON International Eastbourne, V. Británie WTA Premier Tournaments tráva - 600,000 $    | Lisa Raymondová Rennae Stubbsová 6–2, 2–6, 13–11        | Květa Peschkeová Katarina Srebotniková      | Marion Bartoliová Samantha Stosurová      | María José Martínezová Sánchezová Kim Clijstersová Elena Baltachová Světlana Kuzněcovová |
| 14. červen | UNICEF Open 's-Hertogenbosch, Nizozemsko WTA International Tournaments tráva - 220,000 $ | Justine Heninová 3–6, 6–3, 6–4                          | Andrea Petkovicová                          | Alexandra Dulgheruová Kirsten Flipkensová | Kristina Barroisová Jaroslava Švedovová Dominika Cibulková Sandra Záhlavová              |
| 14. červen | UNICEF Open 's-Hertogenbosch, Nizozemsko WTA International Tournaments tráva - 220,000 $ | Alla Kudrjavcevová Anastasia Rodionovová 3–6, 6–3, 10–8 | Vania Kingová Jaroslava Švedovová           | Alexandra Dulgheruová Kirsten Flipkensová | Kristina Barroisová Jaroslava Švedovová Dominika Cibulková Sandra Záhlavová              |
| 21. červen | Wimbledon Londýn, V. Británie Grand Slam tráva                                           | Serena Williamsová 6–3, 6–2                             | Věra Zvonarevová                            | Petra Kvitová Cvetana Pironkovová         | Li Na Kaia Kanepiová Kim Clijstersová Venus Williamsová                                  |
| 21. červen | Wimbledon Londýn, V. Británie Grand Slam tráva                                           | Vania Kingová Jaroslava Švedovová 7–6(6), 6–2           | Jelena Vesninová Věra Zvonarevová           | Petra Kvitová Cvetana Pironkovová         | Li Na Kaia Kanepiová Kim Clijstersová Venus Williamsová                                  |
| 21. červen | Wimbledon Londýn, V. Británie Grand Slam tráva                                           | Cara Blacková Leander Paes 6–4, 7–6(5)                  | Lisa Raymondová Wesley Moodie               | Petra Kvitová Cvetana Pironkovová         | Li Na Kaia Kanepiová Kim Clijstersová Venus Williamsová                                  |

### Červenec
| Datum        | Turnaj                                                                                             | Vítězky                                                          | Finalistky                                      | Semifinalistky                          | Čtvrtfinalistky                                                                       |
| ------------ | -------------------------------------------------------------------------------------------------- | ---------------------------------------------------------------- | ----------------------------------------------- | --------------------------------------- | ------------------------------------------------------------------------------------- |
| 5. červenec  | GDF SUEZ Grand Prix Budapešť, Maďarsko WTA International Tournaments antuka - 220,000 $            | Ágnes Szávayová 6–2, 6–4                                         | Patty Schnyderová                               | Zuzana Ondrášková Alexandra Dulgheruová | Polona Hercogová Anabel Medinaová Garriguesová Alizé Cornetová Anastasija Sevastovová |
| 5. červenec  | GDF SUEZ Grand Prix Budapešť, Maďarsko WTA International Tournaments antuka - 220,000 $            | Timea Bacsinszká Tathiana Garbinová 6–3, 6–3                     | Sorana Cîrsteaová Anabel Medinaová Garriguesová | Zuzana Ondrášková Alexandra Dulgheruová | Polona Hercogová Anabel Medinaová Garriguesová Alizé Cornetová Anastasija Sevastovová |
| 5. červenec  | Collector Swedish Open Båstad, Švédsko WTA International Tournaments antuka - 220,000 $            | Aravane Rezaïová 6–3, 4–6, 6–4                                   | Gisela Dulková                                  | Flavia Pennettaová Lucie Šafářová       | Jill Craybasová Ana Vrljićová Barbora Záhlavová-Strýcová Arantxa Parraová Santonjaová |
| 5. červenec  | Collector Swedish Open Båstad, Švédsko WTA International Tournaments antuka - 220,000 $            | Gisela Dulková Flavia Pennettaová 7–6(0), 6–0                    | Renata Voráčová Barbora Záhlavová-Strýcová      | Flavia Pennettaová Lucie Šafářová       | Jill Craybasová Ana Vrljićová Barbora Záhlavová-Strýcová Arantxa Parraová Santonjaová |
| 12. červenec | Internazionali Femminili di Tennis di Palermo Palermo, Itálie WTA International Tournaments antuka | Kaia Kanepiová 6–4, 6–3                                          | Flavia Pennettaová                              | Julia Görgesová Romina Oprandiová       | Nuria Llagosteraová Vivesová Jill Craybasová Sara Erraniová Aravane Rezaïová          |
| 12. červenec | Internazionali Femminili di Tennis di Palermo Palermo, Itálie WTA International Tournaments antuka | Alberta Briantiová Sara Erraniová 6–4, 6–1                       | Jill Craybasová Julia Görgesová                 | Julia Görgesová Romina Oprandiová       | Nuria Llagosteraová Vivesová Jill Craybasová Sara Erraniová Aravane Rezaïová          |
| 12. červenec | ECM Prague Open Praha, Česko WTA International Tournaments antuka - 220,000 $                      | Ágnes Szávayová 6–2, 1–6, 6–2                                    | Barbora Záhlavová-Strýcová                      | Patty Schnyderová Lucie Hradecká        | Johanna Larssonová Anna Tatišviliová Anabel Medinaová Garriguesová Polona Hercogová   |
| 12. červenec | ECM Prague Open Praha, Česko WTA International Tournaments antuka - 220,000 $                      | Timea Bacsinszká Tathiana Garbinová 7–5, 7–6(4)                  | Monica Niculescuová Ágnes Szávayová             | Patty Schnyderová Lucie Hradecká        | Johanna Larssonová Anna Tatišviliová Anabel Medinaová Garriguesová Polona Hercogová   |
| 19. červenec | Banka Koper Slovenia Open Portorož, Slovinsko WTA International Tournaments tvrdý - 220,000 $      | Anna Čakvetadzeová 6–1, 6–2                                      | Johanna Larssonová                              | Xenija Pervaková Polona Hercogová       | Anastasia Jakimovová Anastasia Pavljučenkovová Věra Duševinová Stefanie Vögeleová     |
| 19. červenec | Banka Koper Slovenia Open Portorož, Slovinsko WTA International Tournaments tvrdý - 220,000 $      | Marija Kondratěvová Vladimíra Uhlířová 6–4, 2–6, [10–7]          | Anna Čakvetadzeová Marina Erakovićová           | Xenija Pervaková Polona Hercogová       | Anastasia Jakimovová Anastasia Pavljučenkovová Věra Duševinová Stefanie Vögeleová     |
| 19. červenec | Gastein Ladies Bad Gastein, Rakousko WTA International Tournaments antuka - 220,000 $              | Julia Görgesová 6–1, 6–4                                         | Timea Bacsinszká                                | Alizé Cornetová Yvonne Meusburgerová    | Patricia Mayrová Anastasija Pivovarovová Anastasija Sevastovová Sandra Záhlavová      |
| 19. červenec | Gastein Ladies Bad Gastein, Rakousko WTA International Tournaments antuka - 220,000 $              | Lucie Hradecká Anabel Medinaová Garriguesová 6–7(2), 6–1, [10–5] | Timea Bacsinszká Tathiana Garbinová             | Alizé Cornetová Yvonne Meusburgerová    | Patricia Mayrová Anastasija Pivovarovová Anastasija Sevastovová Sandra Záhlavová      |
| 26. červenec | Bank of the West Classic Stanford, USA WTA Premier Tournaments tvrdý - 700,000 $                   | Viktoria Azarenková 6–4, 6–1                                     | Maria Šarapovová                                | Samantha Stosurová Agnieszka Radwańská  | Yanina Wickmayerová Marion Bartoliová Maria Kirilenková Jelena Dementěvová            |
| 26. červenec | Bank of the West Classic Stanford, USA WTA Premier Tournaments tvrdý - 700,000 $                   | Lindsay Davenportová Liezel Huberová 7–5, 6–7(8), [10–8]         | Čan Jung-žan ťie Čengová                        | Samantha Stosurová Agnieszka Radwańská  | Yanina Wickmayerová Marion Bartoliová Maria Kirilenková Jelena Dementěvová            |
| 26. červenec | Istanbul Cup Istanbul, Turecko WTA International Tournaments tvrdý - 220,000 $                     | Anastasija Pavljučenkovová 5–7, 7–5, 6–4                         | Jelena Vesninová                                | Andrea Petkovicová Jarmila Grothová     | Elena Baltachová Anastasia Rodionovová Sorana Cîrsteaová Věra Duševinová              |
| 26. červenec | Istanbul Cup Istanbul, Turecko WTA International Tournaments tvrdý - 220,000 $                     | Eleni Daniilidou Jasmin Wöhrová 6–4, 1–6, [11–9]                 | Marija Kondratěvová Vladimíra Uhlířová          | Andrea Petkovicová Jarmila Grothová     | Elena Baltachová Anastasia Rodionovová Sorana Cîrsteaová Věra Duševinová              |

### Srpen
| Datum     | Turnaj                                                                                         | Vítězky                                              | Finalistky                                         | Semifinalistky                            | Čtvrtfinalistky                                                               |
| --------- | ---------------------------------------------------------------------------------------------- | ---------------------------------------------------- | -------------------------------------------------- | ----------------------------------------- | ----------------------------------------------------------------------------- |
| 2. srpen  | Mercury Insurance Open San Diego, USA WTA Premier Tournaments                                  | Světlana Kuzněcovová 6–4, 6–7(7), 6–3                | Agnieszka Radwańská                                | Daniela Hantuchová Flavia Pennettaová     | Alisa Klejbanovová Šachar Pe'erová Coco Vandewegheová Samantha Stosurová      |
| 2. srpen  | Mercury Insurance Open San Diego, USA WTA Premier Tournaments                                  | Maria Kirilenková Čeng Ťie 6–4, 6–4                  | Lisa Raymondová Rennae Stubbsová                   | Daniela Hantuchová Flavia Pennettaová     | Alisa Klejbanovová Šachar Pe'erová Coco Vandewegheová Samantha Stosurová      |
| 2. srpen  | e-Boks Danish Open Kodaň, Dánsko WTA International Tournaments koberec (h) - 220,000           | Caroline Wozniacká 6–2, 7–6(5)                       | Klára Zakopalová                                   | Anna Čakvetadzeová Li Na                  | Julia Görgesová Polona Hercogová Sorana Cîrsteaová Angelique Kerberová        |
| 2. srpen  | e-Boks Danish Open Kodaň, Dánsko WTA International Tournaments koberec (h) - 220,000           | Julia Görgesová Anna-Lena Grönefeldová 6–4, 6–4      | Vitalija Ďjačenková Taťána Pučeková                | Anna Čakvetadzeová Li Na                  | Julia Görgesová Polona Hercogová Sorana Cîrsteaová Angelique Kerberová        |
| 9. srpen  | W&S Financial Group Women's Open Cincinnati, USA WTA Premier 5 tournaments tvrdý - 2,000,000 $ | Kim Clijstersová 2–6, 7–6(4), 6–2                    | Maria Šarapovová                                   | Ana Ivanovićová Anastasia Pavljučenkovová | Akgul Amanmuradovová Flavia Pennettaová Yanina Wickmayerová Marion Bartoliová |
| 9. srpen  | W&S Financial Group Women's Open Cincinnati, USA WTA Premier 5 tournaments tvrdý - 2,000,000 $ | Viktoria Azarenková Maria Kirilenková 7–6(4), 7–6(8) | Lisa Raymondová Rennae Stubbsová                   | Ana Ivanovićová Anastasia Pavljučenkovová | Akgul Amanmuradovová Flavia Pennettaová Yanina Wickmayerová Marion Bartoliová |
| 16. srpen | Rogers Cup Montreal, Kanada WTA Premier 5 tournaments tvrdý - 2,000,000 $                      | Caroline Wozniacká 6–3, 6–2                          | Věra Zvonarevová                                   | Viktoria Azarenková Světlana Kuzněcovová  | Marion Bartoliová Kim Clijstersová Čeng Ťie Francesca Schiavoneová            |
| 16. srpen | Rogers Cup Montreal, Kanada WTA Premier 5 tournaments tvrdý - 2,000,000 $                      | Gisela Dulková Flavia Pennettaová 7–5, 3–6, [12–10]  | Květa Peschkeová Katarina Srebotniková             | Viktoria Azarenková Světlana Kuzněcovová  | Marion Bartoliová Kim Clijstersová Čeng Ťie Francesca Schiavoneová            |
| 23. srpen | Pilot Pen Tennis New Haven, USA WTA Premier Tournaments tvrdý - 600,000 $                      | Caroline Wozniacká 6–3, 3–6, 6–3                     | Naděžda Petrovová                                  | Jelena Dementěvová Maria Kirilenková      | Flavia Pennettaová Marion Bartoliová Dinara Safinová Samantha Stosurová       |
| 23. srpen | Pilot Pen Tennis New Haven, USA WTA Premier Tournaments tvrdý - 600,000 $                      | Květa Peschkeová Katarina Srebotniková 7–5, 6–0      | Bethanie Matteková-Sandsová Meghann Shaughnessyová | Jelena Dementěvová Maria Kirilenková      | Flavia Pennettaová Marion Bartoliová Dinara Safinová Samantha Stosurová       |
| 30. srpen | US Open New York, USA Grand Slam tvrdý                                                         | Kim Clijstersová 6–2, 6–1                            | Věra Zvonarevová                                   | Caroline Wozniacká Venus Williamsová      | Dominika Cibulková Kaia Kanepiová Francesca Schiavoneová Samantha Stosurová   |
| 30. srpen | US Open New York, USA Grand Slam tvrdý                                                         | Vania Kingová Jaroslava Švedovová 2–6, 6–4, 7–6(4)   | Liezel Huberová Naděžda Petrovová                  | Caroline Wozniacká Venus Williamsová      | Dominika Cibulková Kaia Kanepiová Francesca Schiavoneová Samantha Stosurová   |
| 30. srpen | US Open New York, USA Grand Slam tvrdý                                                         | Liezel Huberová Bob Bryan 6–4, 6–4                   | Květa Peschkeová Ajsám Kúreší                      | Caroline Wozniacká Venus Williamsová      | Dominika Cibulková Kaia Kanepiová Francesca Schiavoneová Samantha Stosurová   |

### Září
| Datum    | Turnaj                                                                              | Vítězky                                                    | Finalistky                                             | Semifinalistky                             | Čtvrtfinalistky                                                               |
| -------- | ----------------------------------------------------------------------------------- | ---------------------------------------------------------- | ------------------------------------------------------ | ------------------------------------------ | ----------------------------------------------------------------------------- |
| 13. září | Guangzhou International Women's Open Guangzhou, Čína WTA International Tournaments  | Jarmila Grothová 6–1, 6–4                                  | Alla Kudrjavcevová                                     | Edina Gallovitsová Čang Šuaj               | Maria Elena Camerinová Sin-jün Chanová Sania Mirzaová Xenija Pervaková        |
| 13. září | Guangzhou International Women's Open Guangzhou, Čína WTA International Tournaments  | Edina Gallovitsová Sania Mirzaová 7–5, 6–3                 | Sin-jün Chanová Wan-tching Liouová                     | Edina Gallovitsová Čang Šuaj               | Maria Elena Camerinová Sin-jün Chanová Sania Mirzaová Xenija Pervaková        |
| 13. září | Bell Challenge Quebec, Kanada WTA International Tournaments koberec - 220,000 $     | Tamira Paszeková 7–6(6), 2–6, 7–5                          | Bethanie Matteková-Sandsová                            | Lucie Šafářová Christina McHaleová         | Rebecca Marinová Melanie Oudinová Alexa Glatchová Sofia Arvidssonová          |
| 13. září | Bell Challenge Quebec, Kanada WTA International Tournaments koberec - 220,000 $     | Sofia Arvidssonová Johanna Larssonová 6–1, 2–6, [10–6]     | Bethanie Matteková-Sandsová Barbora Záhlavová-Strýcová | Lucie Šafářová Christina McHaleová         | Rebecca Marinová Melanie Oudinová Alexa Glatchová Sofia Arvidssonová          |
| 20. září | Hansol Korea Open Soul, Jižní Korea WTA International Tournaments tvrdý - 220,000 $ | Alisa Klejbanovová 6–1, 6–3                                | Klára Zakopalová                                       | Naděžda Petrovová Ágnes Szávayová          | Kirsten Flipkensová Dinara Safinová Jekatěrina Makarovová Kimiko Dateová      |
| 20. září | Hansol Korea Open Soul, Jižní Korea WTA International Tournaments tvrdý - 220,000 $ | Julia Görgesová Polona Hercogová 6–3, 6–4                  | Natalie Grandinová Vladimíra Uhlířová                  | Naděžda Petrovová Ágnes Szávayová          | Kirsten Flipkensová Dinara Safinová Jekatěrina Makarovová Kimiko Dateová      |
| 20. září | Tashkent Open Taškent, Uzbekistán WTA International Tournaments tvrdý - 220,000 $   | Alla Kudrjavcevová 6–4, 6–4                                | Jelena Vesninová                                       | Monica Niculescuová Jevgenija Rodinová     | Alexandra Dulgheruová Darja Kustovová Stefanie Vögeleová Akgul Amanmuradovová |
| 20. září | Tashkent Open Taškent, Uzbekistán WTA International Tournaments tvrdý - 220,000 $   | Alexandra Panovová Taťána Pučeková 6–3, 6–4                | Alexandra Dulgheruová Magdaléna Rybáriková             | Monica Niculescuová Jevgenija Rodinová     | Alexandra Dulgheruová Darja Kustovová Stefanie Vögeleová Akgul Amanmuradovová |
| 27. září | Toray Pan Pacific Open Tokio, Japonsko WTA Premier 5 Tournaments tvrdý - 2,000,000  | Caroline Wozniacká 1–6, 6–2, 6–3                           | Jelena Dementěvová                                     | Viktoria Azarenková Francesca Schiavoneová | Agnieszka Radwańská Coco Vandewegheová Kaia Kanepiová Věra Zvonarevová        |
| 27. září | Toray Pan Pacific Open Tokio, Japonsko WTA Premier 5 Tournaments tvrdý - 2,000,000  | Iveta Benešová Barbora Záhlavová-Strýcová 6–4, 4–6, [10–8] | Šachar Pe'erová Pcheng Šuaj                            | Viktoria Azarenková Francesca Schiavoneová | Agnieszka Radwańská Coco Vandewegheová Kaia Kanepiová Věra Zvonarevová        |

### Říjen
| Datum     | Turnaj                                                                                         | Vítězky                                                | Finalistky                                       | Semifinalistky                                    | Čtvrtfinalistky                                                                                   |
| --------- | ---------------------------------------------------------------------------------------------- | ------------------------------------------------------ | ------------------------------------------------ | ------------------------------------------------- | ------------------------------------------------------------------------------------------------- |
| 4. říjen  | China Open Peking, Čína WTA Premier Mandatory Tournaments tvrdý - 4,500,000 $                  | Caroline Wozniacká 6–3, 3–6, 6–3                       | Věra Zvonarevová                                 | Šachar Pe'erová Li Na                             | Ana Ivanovićová Timea Bacsinszká Anastasija Sevastovová Francesca Schiavoneová                    |
| 4. říjen  | China Open Peking, Čína WTA Premier Mandatory Tournaments tvrdý - 4,500,000 $                  | Čuang Ťia-žung Olga Govorcovová 7–6(2), 1–6, [10–7]    | Gisela Dulková Flavia Pennettaová                | Šachar Pe'erová Li Na                             | Ana Ivanovićová Timea Bacsinszká Anastasija Sevastovová Francesca Schiavoneová                    |
| 11. říjen | Generali Ladies Linz Linec, Rakousko WTA International Tournaments tvrdý (h) - 220,000 $       | Ana Ivanovićová 6–1, 6–2                               | Patty Schnyderová                                | Roberta Vinciová Andrea Petkovicová               | Sara Erraniová Julia Görgesová Eleni Daniilidou Daniela Hantuchová                                |
| 11. říjen | Generali Ladies Linz Linec, Rakousko WTA International Tournaments tvrdý (h) - 220,000 $       | Renata Voráčová Barbora Záhlavová-Strýcová 7–5, 7–6(6) | Květa Peschkeová Katarina Srebotniková           | Roberta Vinciová Andrea Petkovicová               | Sara Erraniová Julia Görgesová Eleni Daniilidou Daniela Hantuchová                                |
| 11. říjen | HP Open Ósaka, Japonsko WTA International Tournaments tvrdý - 220,000 $                        | Tamarine Tanasugarnová 7–5, 6–7(4), 6–1                | Kimiko Dateová                                   | Šachar Pe'erová Marion Bartoliová                 | Samantha Stosurová Iveta Benešová Čang Kchaj-čen Jill Craybasová                                  |
| 11. říjen | HP Open Ósaka, Japonsko WTA International Tournaments tvrdý - 220,000 $                        | Čang Kchaj-čen Lilia Osterlohová 6–0, 6–3              | Šúko Aojamová Rika Fudžiwarová                   | Šachar Pe'erová Marion Bartoliová                 | Samantha Stosurová Iveta Benešová Čang Kchaj-čen Jill Craybasová                                  |
| 18. říjen | Kremlin Cup Moskva, Rusko WTA Premier Tournaments tvrdý (h) - 1,000,000 $                      | Viktoria Azarenková 6–3, 6–4                           | Maria Kirilenková                                | Věra Duševinová María José Martínezová Sánchezová | Zarina Dijasová Anna Čakvetadzeová Dominika Cibulková Alisa Klejbanovová                          |
| 18. říjen | Kremlin Cup Moskva, Rusko WTA Premier Tournaments tvrdý (h) - 1,000,000 $                      | Gisela Dulková Flavia Pennettaová 6–3, 2–6, [10–6]     | Sara Erraniová María José Martínezová Sánchezová | Věra Duševinová María José Martínezová Sánchezová | Zarina Dijasová Anna Čakvetadzeová Dominika Cibulková Alisa Klejbanovová                          |
| 18. říjen | BGL Luxembourg Open Lucemburk, Lucembursko WTA International Tournaments tvrdý (h) - 220,000 $ | Roberta Vinciová 6–3, 6–4                              | Julia Görgesová                                  | Angelique Kerberová Anne Keothavongová            | Polona Hercogová Ana Ivanovićová Iveta Benešová Kirsten Flipkensová                               |
| 18. říjen | BGL Luxembourg Open Lucemburk, Lucembursko WTA International Tournaments tvrdý (h) - 220,000 $ | Timea Bacsinszká Tathiana Garbinová 6–4, 6–4           | Iveta Benešová Barbora Záhlavová-Strýcová        | Angelique Kerberová Anne Keothavongová            | Polona Hercogová Ana Ivanovićová Iveta Benešová Kirsten Flipkensová                               |
| 25. říjen | Sony Ericsson Championships - Dauhá Dauhá, Katar Turnaj mistryň tvrdý                          | Kim Clijstersová 6–3, 5–7, 6–3                         | Caroline Wozniacká                               | Samantha Stosurová Věra Zvonarevová               | Základní skupina Francesca Schiavoneová Jelena Dementěvová Jelena Jankovićová Viktoria Azarenková |
| 25. říjen | Sony Ericsson Championships - Dauhá Dauhá, Katar Turnaj mistryň tvrdý                          | Gisela Dulková Flavia Pennettaová 7–5, 6–4             | Květa Peschkeová Katarina Srebotniková           | Samantha Stosurová Věra Zvonarevová               | Základní skupina Francesca Schiavoneová Jelena Dementěvová Jelena Jankovićová Viktoria Azarenková |

### Listopad
| Datum       | Turnaj                                                                                                 | Vítězové                    | Finalisté          | Semifinalistky                                      | Čtvrtfinalistky                                                      |
| ----------- | --- | --------------------------- | ------------------ | --------------------------------------------------- | -------------------------------------------------------------------- |
| 1. listopad | Commonwealth Bank Tournament of Champions Bali, Indonésie Year-end championships tvrdý (h) - 600,000 $ | Ana Ivanovićová 6–2, 7–6(5) | Alisa Klejbanovová | Vítězka v zápase o 3. místo Kimiko Dateová 7–5, 7–5 | Li Na Anastasia Pavljučenkovová Yanina Wickmayerová Aravane Rezaïová |
| 1. listopad | Commonwealth Bank Tournament of Champions Bali, Indonésie Year-end championships tvrdý (h) - 600,000 $ | Ana Ivanovićová 6–2, 7–6(5) | Alisa Klejbanovová | Poražená v zápase o 3. místo Daniela Hantuchová     | Li Na Anastasia Pavljučenkovová Yanina Wickmayerová Aravane Rezaïová |
| 1. listopad | Finále Fed Cupu San Diego, USA – tvrdý (h)                                                             | Itálie 3–1                  | Spojené státy      |                                                     |                                                                      |